# Sopwith Pup
Sopwith Pup byl britský stíhací letoun nasazený v první světové válce, vyráběný firmou Sopwith Aviation Company a jeho oficiální název byl Sopwith Scout. Dostal přezdívku Pup (Štěně), protože vypadal jako menší verze dvoumístného letounu Sopwith 1½ Strutter. Přezdívka Pup nebyla používána oficiálně, protože byla údajně považována za ponižující. V současné době je však rozšířenější než oficiální název.

## Historie

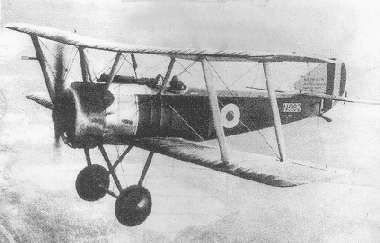
Sopwith Pup za letu

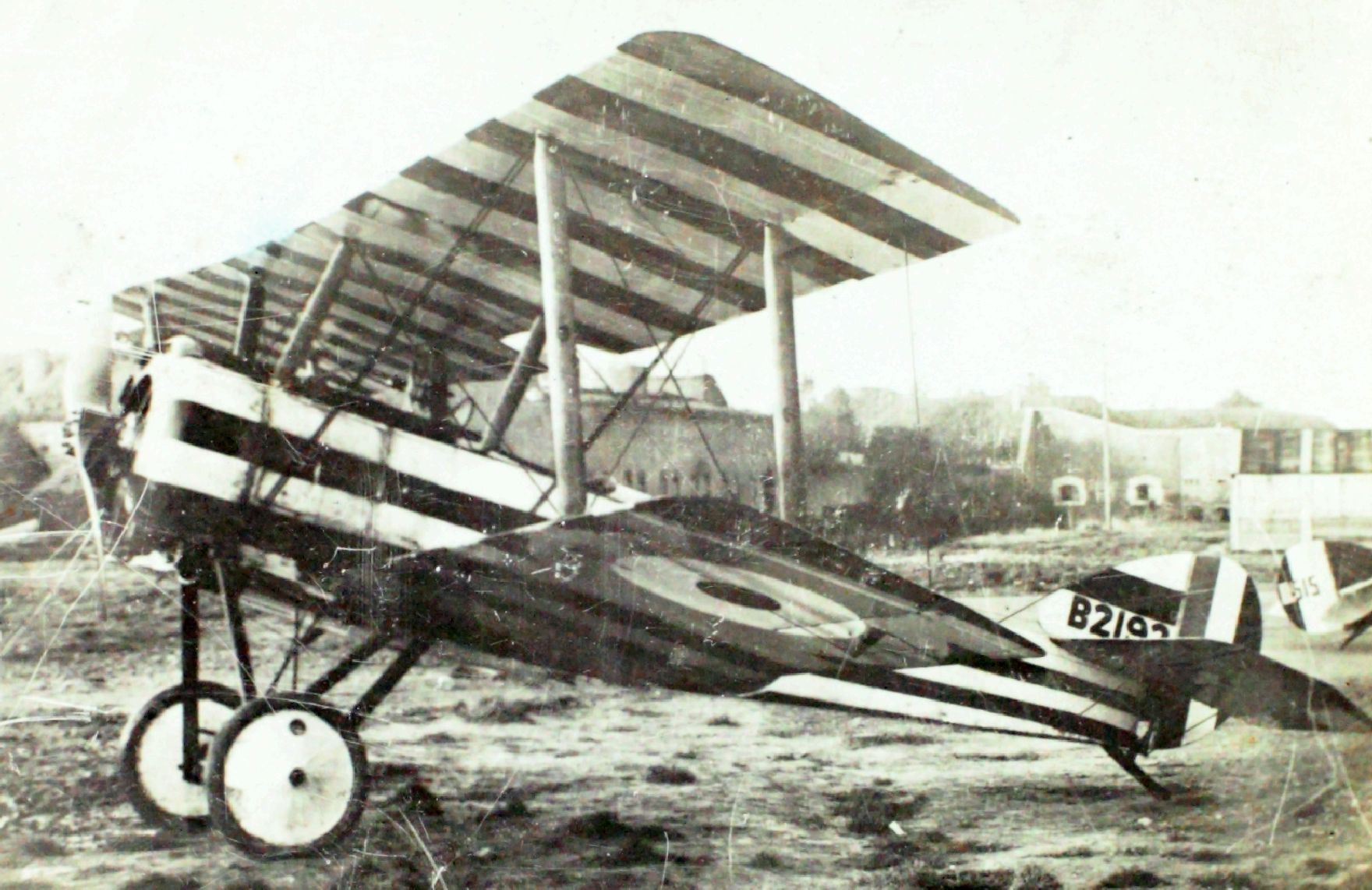
Sopwith Pup

Sopwith Pup byl velmi uznávaný letoun. Byl příjemný pro pilotáž, jednoduchý pro údržbu a spolehlivý. Jeho velká křídla byla výhodná pro stoupání i obratnost, především ve vysokých výškách. Jeho motor měl nižší výkon než motor německého Albatrosu D.III, ale podle vyjádření britského leteckého esa Jamese McCuddena byl schopen dvou otáček na prostoru, který Albatros potřeboval k jednomu otočení.
Sopwith Pup byl vyvinut dle návrhů Harryho Hawkera, šéfa testovacích pilotů firmy Sopwith Aviation. Bylo u něj použito několik pohonných jednotek, především rotační motor Le Rhône 9C či rotační motory Gnome Monosoupape a Clerget 7Z.
Letoun byl použit s velkým úspěchem u jednotek RFC i RNAS. První stroj se dostal na západní frontu v říjnu 1916 u nově vzniklé 8. squadrony RNAS. Typ se tak zapojil do bojů právě probíhajících na Sommě. V polovině roku 1917 byl Pup u frontových jednotek nahrazován typem Sopwith Camel. Naopak od července 1917 byl nasazen v záloze (Home Defence - domobrana) k obraně proti německým těžkým bombardérům (např. Gotha G.IV) a zepelínům. Některé tyto stroje nesly kromě kulometu též osm raket Le Prieur.
Pupy jednotek RNAS také byly součástí hledání cesty vedoucí k operacím letadel z palub letadlových lodí. Z paluby lodi Sopwith Pup poprvé vzlétl dne 28. června 1917. Startoval přitom z šestimetrové plošiny, umístěné na lehkém křižníku HMS Yarmouth. Dne 21. srpna 1917 pak Flt.Cdr. Bernard Arthur Smart, startující s letounem Sopwith Pup z téže lodi, sestřelil německou vzducholoď L 23. Startovací plošiny pak dostaly další lodě Royal Navy a tyto letouny operovaly i z nosičů letadel HMS Campania, HMS Manxman a HMS Vindex. Problémem však bylo to, že letoun po akci neměl kde přistát a buď přistál na pozemní základně, anebo na mořské hladině. Řešením se staly operace z palub letadlových lodí.
V srpnu 1917 se stal Sopwith Pup pilotovaný Edwinem Dunningem prvním letounem, který přistál na palubě pohybující se letadlové lodi (HMS Furious). Zajímavé je, že Furious tehdy měla startovací palubu pouze na přídi (na zádi byla dělová věž s kanónem ráže 457 mm, kterou od startovací paluby oddělovala nástavba, kterou pilot musel objet) a při přistání ho pouhýma rukama zachytil a brzdil palubní personál. Dunning se zabil při třetím pokusu o přistání poté, když se jeho Pup převrhl z okraje lodi.
Ke konci války byl tento typ pro svoji nezáludnost a příjemnou pilotáž používán u jednotek RAF jako cvičný letoun. Celkem jich bylo vyrobeno 1770 kusů

## Zahraniční uživatelé
Šest strojů bylo v létě 1917 dodáno do Belgie. Po válce byly čtyři Pupy, létající původně u RNAS, prodány do Řecka. Austrálie zakoupila 12 letounů, které byly dodány v roce 1919. Japonsko zakoupilo 50 kusů tohoto letounu. Jediný kus byl dodán do Ruska. Nizozemsko získalo jeden stroj, který na jeho území nouzově přistál a druhý zakoupilo.

## Specifikace

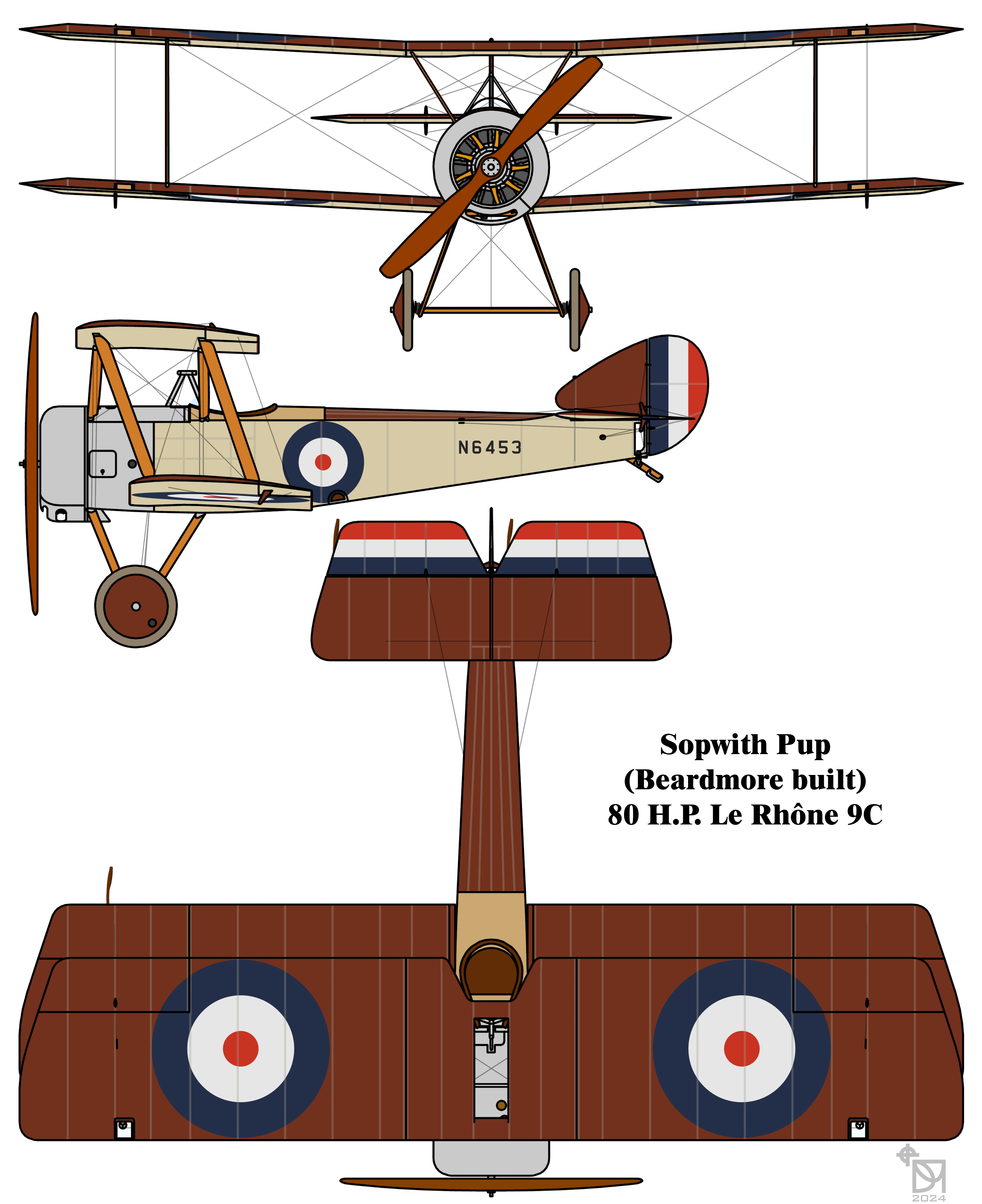
Třípohledový nákres

### Technické údaje
- Posádka: 1
- Rozpětí: 8,1 m
- Délka: 5,9 m
- Výška: 2,9 m
- Nosná plocha: 23,6 m²
- Hmotnost prázdného letounu: 388 kg
- Vzletová hmotnost : 556 kg
- Pohonná jednotka: 1 × rotační motor Le Rhône 9C
  - Výkon motoru: 80 k (60 kW) nebo 100 k (75 kW)

### Výkony
- Maximální rychlost: 171 km/h
- Dostup: 5600 m
- Stoupavost: 1800 m / 6 min 45 s
- Vytrvalost: 3 hod

### Výzbroj
- 1× synchronizovaný kulomet Vickers ráže 7,7 mm (u námořnictva byl místo Vickersu používán i kulomet Lewis, střílející šikmo vzhůru výřezem v centroplánu horního křídla)

## Uživatelé
Austrálie (AFC, RAAF), Nizozemsko, Rusko, Řecko, Spojené království (RAF, RFC, RNAS)